# Nyavyondo (periodiskt vattendrag)
Nyavyondo är ett periodiskt vattendrag i Burundi.   Det ligger i provinsen Muyinga, i den norra delen av landet, 110 km nordost om huvudstaden Bujumbura.
Omgivningarna runt Nyavyondo är en mosaik av jordbruksmark och naturlig växtlighet. Runt Nyavyondo är det tätbefolkat, med 397 invånare per kvadratkilometer.